# Baía de Jacarta
A Baía de Jacarta (Teluk Jakarta em indonésio) é uma baía situada nas águas do mar de Java, a norte da cidade de Jacarta. O seu tamanho aproximado é de 514 km² e tem uma profundidade média de 15 m. Nela se encontram as Mil Ilhas. Existem 13 rios que desaguam na baía. A maioria das comunidades costeiras da baía consistem em localidades com elevado grau de pobreza, em condições de saneamento deficiente.